# Vita, scienza e cyberscienza
Vita, scienza & cyberscienza è un libro scritto da Evelyn Fox Keller, docente di storia e filosofia al MIT. Partendo dalla domanda "cosa è la vita?", l'autrice descrive la storia ed i momenti fondamentali dello sviluppo della biologia, dall'Ottocento ai giorni d'oggi, dalla scoperta sull'ereditarietà alla annunciata rivoluzione genetica attuale. La Fox Keller focalizza la sua attenzione sui rapporti tra linguaggio e scienza, utilizzando come base di partenza i binomi uomo-macchina e mente-computer, ed approfondisce le svariate e contrastanti idee e preconcetti maschili e femminili che condizionano le ricerche e gli studi scientifici. Il libro si conclude con una panoramica delle influenze delle nuove tecnologie sulla biologia e sulle connessioni tra scienza e società.

## Contenuti
1. Linguaggio e scienza: genetica, embriologia e il discorso sull'azione del gene
2. Molecole, messaggi e memoria: la vita e la seconda legge
3. Il corpo di una nuova macchina: collocare l'organismo tra il telegrafo e il computer

## Edizioni
- Evelyn Fox Keller, Vita, scienza & cyberscienza, Gli elefanti, Garzanti, 1996,  pp.133 , cap. 3.